# Cardamine tangutorum
Cardamine tangutorum là một loài thực vật có hoa trong họ Cải. Loài này được O.E.Schulz mô tả khoa học đầu tiên năm 1903.